# Cristóbal de Rojas y Spinola
Cristóbal de Gentil de Rojas y Spinola (Geldern, (Dél-Németalföld), 1626 – Bécsújhely, 1695. március 12.) flamand-osztrák ferences rendi szerzetes volt, kameralista politikus, valamint később Bécsújhely püspöke. (A bécsújhelyi püspökséget 1469-ben alapították, de a passaui püspökség ellenállása miatt végül csak magára a városra terjedt ki hatalma).
Meggyőződéses irenikus volt (a keresztény hitvallások békés egyesítése), (David Pareus Irenicum, 1614). Gerhard Wolter Molanus luteránus apáttal komolyan törekedett a katolikusok és protestánsok újbóli egyesítésére.